# Dibrowa (Starobilsk)
Dibrowa (ukrainisch Діброва; russisch Диброва) ist ein Dorf im Nordosten der ukrainischen Oblast Luhansk an der Grenze zwischen Russland und der Ukraine mit etwa 480 Einwohnern (2004).
Das 1952 aus einem 1912 gegründeten Bauernhof hervorgegangene Dorf grenzt im Norden an die russische Oblast Woronesch und im Osten an die russische  Oblast Rostow. Dibrowa befindet sich etwa 160 km nordöstlich vom Oblastzentrum Luhansk und 38 km nordöstlich vom ehemaligen Rajonzentrum Milowe.
Am 12. Juni 2020 wurde das Dorf ein Teil der neugegründeten Siedlungsgemeinde Milowe, bis dahin war es ein Teil der Landratsgemeinde Mykilske im Nordosten des Rajons Milowe.
Seit dem 17. Juli 2020 ist sie ein Teil des Rajons Starobilsk.